# Demetrio di Costantinopoli
Demetrio di Costantinopoli o Dimitrios I, al secolo Dimitrios Papadopoulos (Istanbul, 8 settembre 1914 – Istanbul, 2 ottobre 1991) è stato un arcivescovo ortodosso greco con cittadinanza turca, metropolita di Imbro e Tenedo, patriarca ecumenico di Costantinopoli dal 1972 fino alla sua morte.
Incontrò papa Giovanni Paolo II a Istanbul il 30 novembre 1979, festa di S. Andrea. Con l'occasione venne ufficializzata la Commissione teologica mista delle due Chiese, tuttora funzionante.
Nuovo incontro in Vaticano il 7 dicembre 1987, quando i due patriarchi recitarono insieme in greco il Credo niceno-costantinopolitano. Ricordando il XVI centenario del concilio di Costantinopoli I.
Il 1 settembre 1989 produsse la prima enciclica sull'ambiente. In questo documento propose che il 1° settembre, inizio dell'anno liturgico ortodosso, sia una giornata di tutela dell'ambiente, e invitò i fedeli a pregare per la salvaguardia del Creato.
Questa giornata diventerà successivamente, con Papa Francesco, una giornata mondiale di preghiera per la salvaguardia del Creato.